# Dekuzace

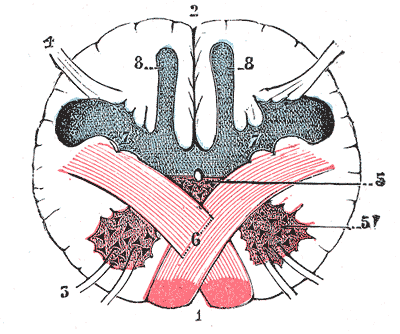
Řez medulla oblongata na úrovni dekuzace pyramid

Dekuzace (častěji nazývaná latinským termínem decussatio, kvůli tvaru římské číslice pro desítku; velké písmeno „X“, které se v latině nazývá decussis, z latinského decem tj. deset; čili „decussatio“ lze přeložit ve smyslu: „jako římská desítka“) je překřížení drah v centrálním nervovém systému. Příkladem dekuzace je decussatio pyramidum (křížení tractus corticospinalis, alternativní název pyramidová dráha) v medulla oblongata. Křížení této dráhy zapojené ve volní motorice způsobí, že je motorická inervace těla vzhledem k hemisférám kontralaterální (pravá polovina těla je inervovaná z levé hemisféry, levá z pravé hemisféry).
Termínem ekvivalentním dekuzaci v periferní nervové soustavě je chiasma.